# Jenny Saville
Jenny Saville (Cambridge, 1970) es una pintora inglesa, miembro del grupo Young British Artists. Es conocida principalmente por sus monumentales cuadros de desnudo femenino. Actualmente vive y trabaja entre Londres y Palermo. En octubre de 2018 se convirtió en la artista mujer viva que más cara cotizó su obra en una subasta. 

## Perfil biográfico y artístico
Estudió en la Glasgow School of Art (1988-1992), y se le concedió una beca de seis meses para la Universidad de Cincinnati, acabando su formación en la Slade School Of Fine Art (1992-1993). Al finalizar sus estudios, su obra interesó al coleccionista Charles Saatchi, quien compró su obra completa para los próximos dos años. 
Saville ha desarrollado su carrera dentro de la tradicional técnica de la pintura al óleo, en un estilo figurativo heredero de la Nueva figuración de los años 1950 y 1960, con influencia de Rubens y Lucian Freud. Desde su debut en 1992, su temática se ha centrado en el cuerpo de la mujer, en pinturas a gran escala, con figuras vistas desde perspectivas poco usuales, donde los cuerpos semejan montañas de carne que parecen llenar todo el espacio, con predilección por mostrar las zonas genitales, o por imperfecciones y heridas de la piel, con colores brillantes, intensos, dispuestos por manchas, predominando los tonos rojos y marrones. Generalmente son cuerpos obesos —frecuentemente se autorretrata a sí misma—, donde la carne forma pliegues y arrugas, con unas formas monumentales que parecen la visión que un niño tiene de un adulto. Inspirada por Courbet y Velázquez, pinta a la mujer real, de hoy día, sin ningún tipo de idealización, sin buscar la belleza, sólo la veracidad, realizando —como ella misma denomina— «paisajes del cuerpo».
En octubre de 2018 la casa de subasta Sotheby’s vendió Propped (Apoyada) por 10,8 millones de euros, el precio más alto jamás pagado (en subasta) por una artista viva.

## Obras
- Rosetta 2, 2005-2006
- Stare, 2005
- Reverse, 2003
- Matrix, 1999
- Fulcrum, 1999
- Hyphen, 1999
- Closed Contact n°12, 1995-1996
- Knead, 1995
- Strategy (South Face/Front Face/North Face), 1994
- Branded, 1992